# Orient Express

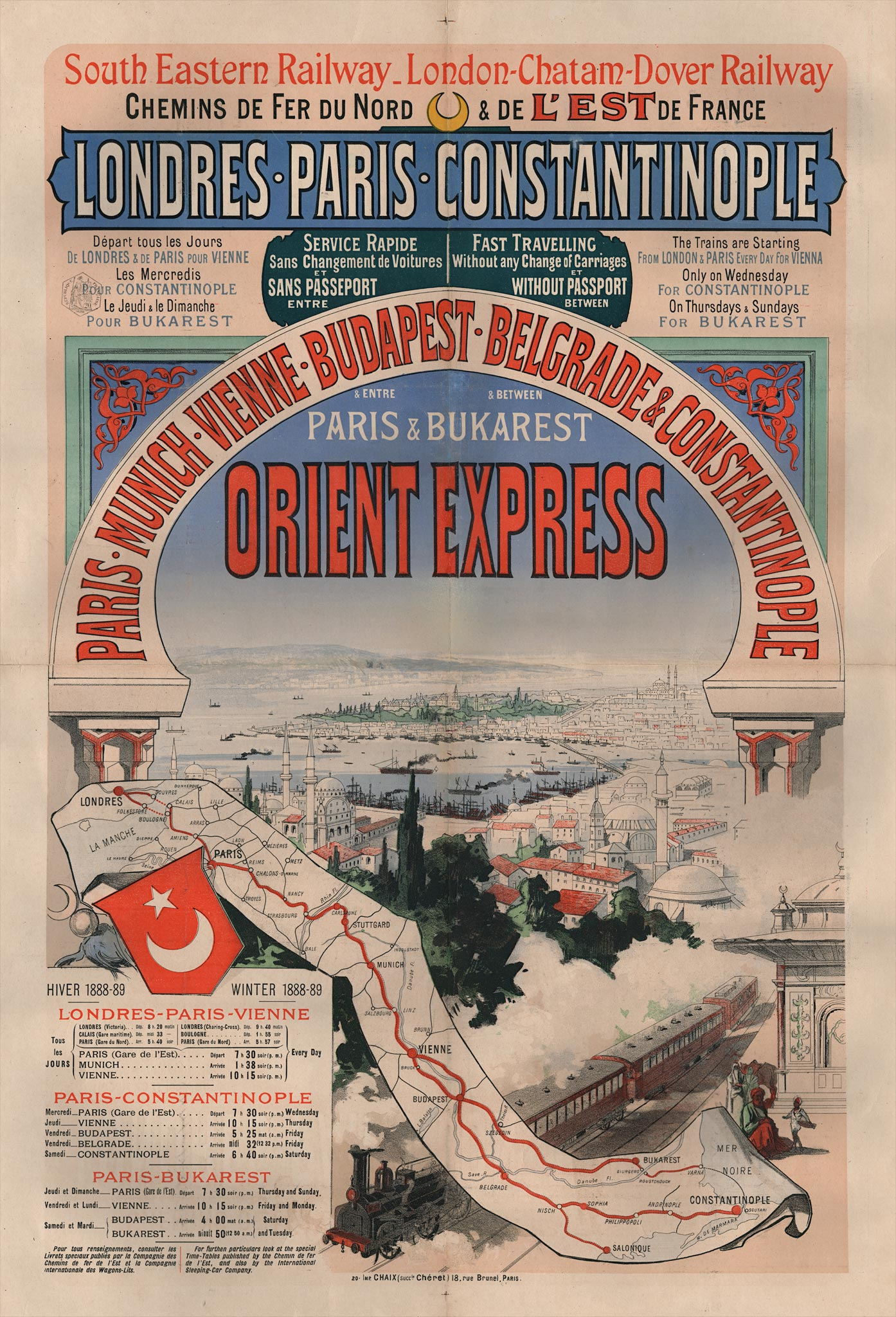
Plakat reklamowy Orient Expressu

Orient Express – luksusowy pociąg pasażerski, który kursował w ramach działalności międzynarodowej spółki Compagnie Internationale des Wagons-Lits. Pomysłodawcą i założycielem był Belg Georges Nagelmackers. Trasa o długości 2880 km wiodła z dworca wschodniego w Paryżu do Konstantynopola (dzisiejszy Stambuł). Pierwszy skład wyruszył 4 października 1883 roku. Był to symbol komfortu i bogactwa. Luksusowe wagony sypialne i wagony restauracyjne słynące ze swej kuchni sprawiły, że pociągiem podróżowały osoby arystokratycznego pochodzenia, dyplomaci i ludzie biznesu.
Na trasie z Paryża do Stambułu przez Strasburg, Monachium, Wiedeń, Budapeszt, Bukareszt i Warnę pociąg kursował w latach 1883–1914, 1919–1939 oraz 1945–1977. W następnych latach trasa Orient Expressu była skracana do Bukaresztu, a następnie kolejno Budapesztu i Wiednia. Ostatecznie kursy pod tym szyldem zawieszono w grudniu 2009 roku.

## Pierwszy Orient Express
Pierwszy przejazd pociągu rozpoczął się 4 października 1883 na trasie z Paryża do Giurgiu w Rumunii przez Monachium i Wiedeń. W Giurgiu pasażerowie musieli przesiąść się na prom przez Dunaj i w Ruse w Bułgarii wsiąść do mniej luksusowego pociągu, udającego się przez Warnę do Konstantynopola. W 1885 r. Orient Express kursował na trasie do Stambułu przez Wiedeń, Belgrad, Nisz i Płowdiw.
W 1889 roku całą 67-godzinną podróż można było odbyć bezpośrednio. Orient Express wyruszał z Paryża i jego trasa wiodła przez Budapeszt, Belgrad, Bukareszt, Konstancę nad Morzem Czarnym do Stambułu. Pociąg rozwijał zawrotną (jak na tamte czasy) prędkość 80 km/h.

Historyczne trasy Orient Expressu

## Okres dwudziestolecia międzywojennego

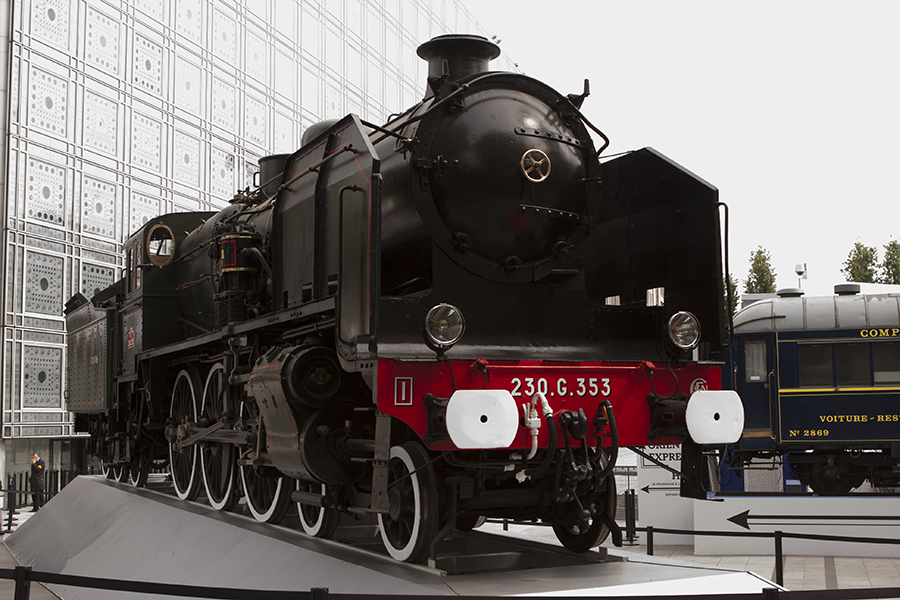
Orient Express był prowadzony przez francuski parowóz

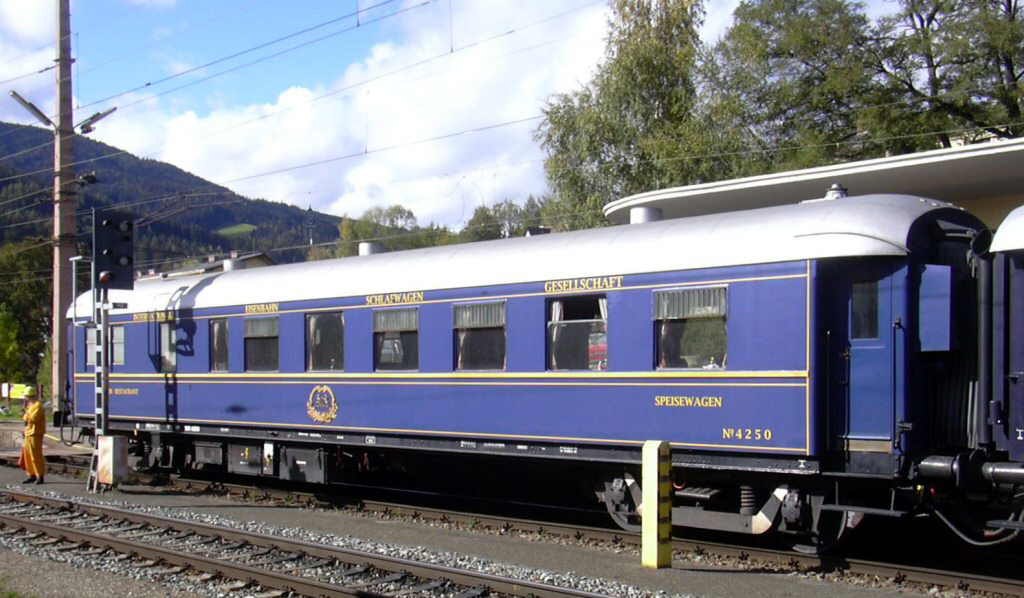
Restauracyjny Wagons-Lits w Austrii (2003)

Kursowanie pociągu zawieszono na czas trwania I wojny światowej w 1914 roku. W latach 1916–1918 został uruchomiony niemiecki substytut Orient Expressu, tzw. Pociąg Bałkański (Balkanzug) relacji Berlin-Konstantynopol, który odgrywał rolę nie tylko praktyczną, ale przede wszystkim propagandową w ówczesnym imperium niemieckim. Po zakończeniu I wojny światowej kursowanie Orient Expressu zostało wznowione w 1918 roku. Od 1919 roku pociąg zaczął kursować przez najdłuższy w tamtych czasach tunel kolejowy – Simplon – wydrążony w masywie Monte Leone na wysokości 634–705 m n.p.m. i liczący 19,8 kilometra długości, łączący miasta Brig-Glis i Domodossola (Szwajcarię i Włochy). Dzięki temu trasa Orient Expressu zaczęła przebiegać przez Lozannę, Mediolan, Wenecję i Triest. Podróż wtedy na całej trasie została skrócona do 56 godzin.
Pociąg kursujący tą południową trasą zwany był Simplon Orient Express i stał się najważniejszym połączeniem Paryż – Stambuł. Trzecią trasą kursował Arlberg Orient Express, który poprzez Zurych, Innsbruck, Budapeszt, oraz Bukareszt, docierał aż do Aten. Złote lata pociągu przypadają na lata 30. XX wieku.
W 1931 roku miał miejsce zamach bombowy na pociąg. Zginęły wtedy 24 osoby. Dla tych, którzy przeżyli, śpiewała Josephine Baker.
Wagony Orient Expressu były świadkiem ważnych dla historii wydarzeń. Mimo że kursowanie pociągu zostało zawieszone na okres obu wojen światowych, to 11 listopada 1918 roku w wagonie nr 2419 delegacja niemiecka podpisała dokumenty rozejmu w Compiègne. Dla kontrastu w czasie II wojny światowej, w 22 czerwca 1940 roku, Adolf Hitler wykorzystał ten sam wagon jako miejsce podpisania drugiego rozejmu w Compiègne wieńczącego kapitulację Francji.

## Okres po II wojnie światowej
Wybuch II wojny światowej w 1939 r. po raz kolejny przerwał kursowanie pociągu. Połączenie wznowiono dopiero w 1945 r., jednak z ominięciem Aten, ponieważ trasa przebiegała przez Jugosławię, której granice były zamknięte. Ponowne otwarcie trasy do Aten nastąpiło dopiero w 1951 r. W tym samym roku z powodu konfliktu Bułgarii z Turcją i zamknięcia granicy pomiędzy tymi państwami wstrzymane zostało na rok kursowanie Orient Expressu do Stambułu. Kolejną przeszkodą była żelazna kurtyna. Trwająca zimna wojna bardzo utrudniała kursowanie pociągu, lecz nigdy definitywnie jej nie przerwała. Państwa komunistyczne zgodnie ze swoimi rozporządzeniami zmieniały oryginalne wagony Wagons-Lits na swój skład, w związku z tym trudno mówić o kursowaniu oryginalnego Orient Expressu. Jednak w latach 50. XX w. pociąg kursował regularnie z Paryża do Stambułu i Aten trzy razy w tygodniu.
W 1962 roku wstrzymane zostały definitywnie dwa z trzech połączeń. Jedynym ciągle kursującym pociągiem był Simplon Orient Express, który został zamieniony w wolniejsze połączenie nazwane Direct Orient Express. W 1971 roku Wagons-Lits Company wstrzymała produkcję nowych wagonów, a istniejące składy sprzedała przewoźnikom narodowym.
W 1977 roku właścicielem marki stały się Koleje Francuskie SNCF. Ostatni regularny kurs Orient Expressu na trasie Paryż–Stambuł miał miejsce 19 maja 1977 roku. Jednak pociąg pod nazwą Orient Express kursował dalej na trasie Paryż–Bukareszt, która w 2001 r. została skrócona do Wiednia, gdzie dołączano go do ekspresu Paryż–Strasburg, oznaczanym na rozkładach nazwą Orient Express. Z chwilą uruchomienia przez SNCF połączenia TGV Paryż – Strasburg, trasa Orient Expressu w czerwcu 2007 r. została skrócona do odcinka Strasburg – Wiedeń.
Ostatecznie kursy Orient Express zawieszono w grudniu 2009 roku.

## Orient Express dzisiaj

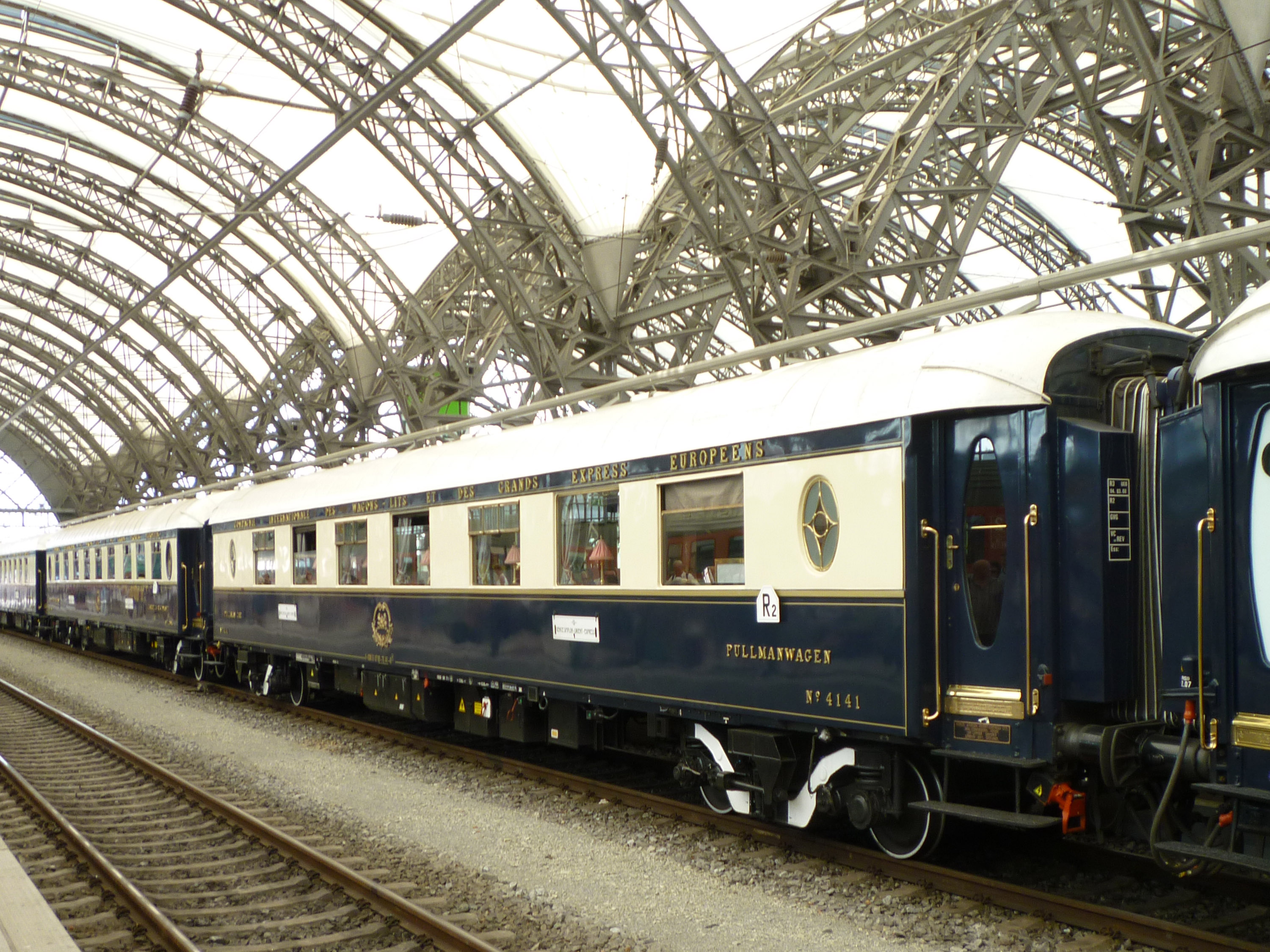
Venice Simplon–Orient–Express na dworcu w Dreźnie (2010)

W 1982 milioner James Sherwood założył prywatną spółkę Venice Simplon Orient Express, która odkupiła od przewoźników państwowych oryginalne wagony Wagon-Lits z lat 20. i 30. XX wieku, skompletowała wszystkie 35 wagonów i podjęła się ich renowacji i restauracji, aby przywrócić im dawną świetność. Wyposażenie i wykończenie wagonów było wzorowane na wystroju, jaki Wagons-Lits miał w roku 1903. Rekonstrukcją 9 wagonów Pullmana zajęli się angielscy rzemieślnicy z Carnforth (hr. Lancashire), a przeróbka wagonów sypialnych została powierzona niemieckiej firmie Bramer Wagonbau oraz warsztatom Wagons-Lits w Ostendzie.
25 maja 1982 roku nowy Orient Express ponownie wyruszył w podróż przez Europę na trasie Londyn – Wenecja. Bilet w ten dziewiczy kurs kosztował 1200 funtów. Z uwagi na brak zgody kolei francuskich SNCF na użytkowanie starej nazwy Orient Express zmieniono ją na Venice Simplon–Orient–Express. Nowym Orient Expressem podróżowali m.in. Michael Jackson, Liza Minnelli czy John Travolta z rodziną, który specjalnie przyleciał swoim prywatnym samolotem do Wenecji.
Obecnie firma Venice Simplon Orient Express uruchamia kilka różnych połączeń, np. Londyn – Paryż – Wenecja i tylko część z nich ograniczona jest do jednego kursu rocznie. Możliwa jest również przejażdżka prawie oryginalną trasą Orient Expressu z Paryża przez Budapeszt i Bukareszt do Stambułu.

## Orient Express w Polsce[3]

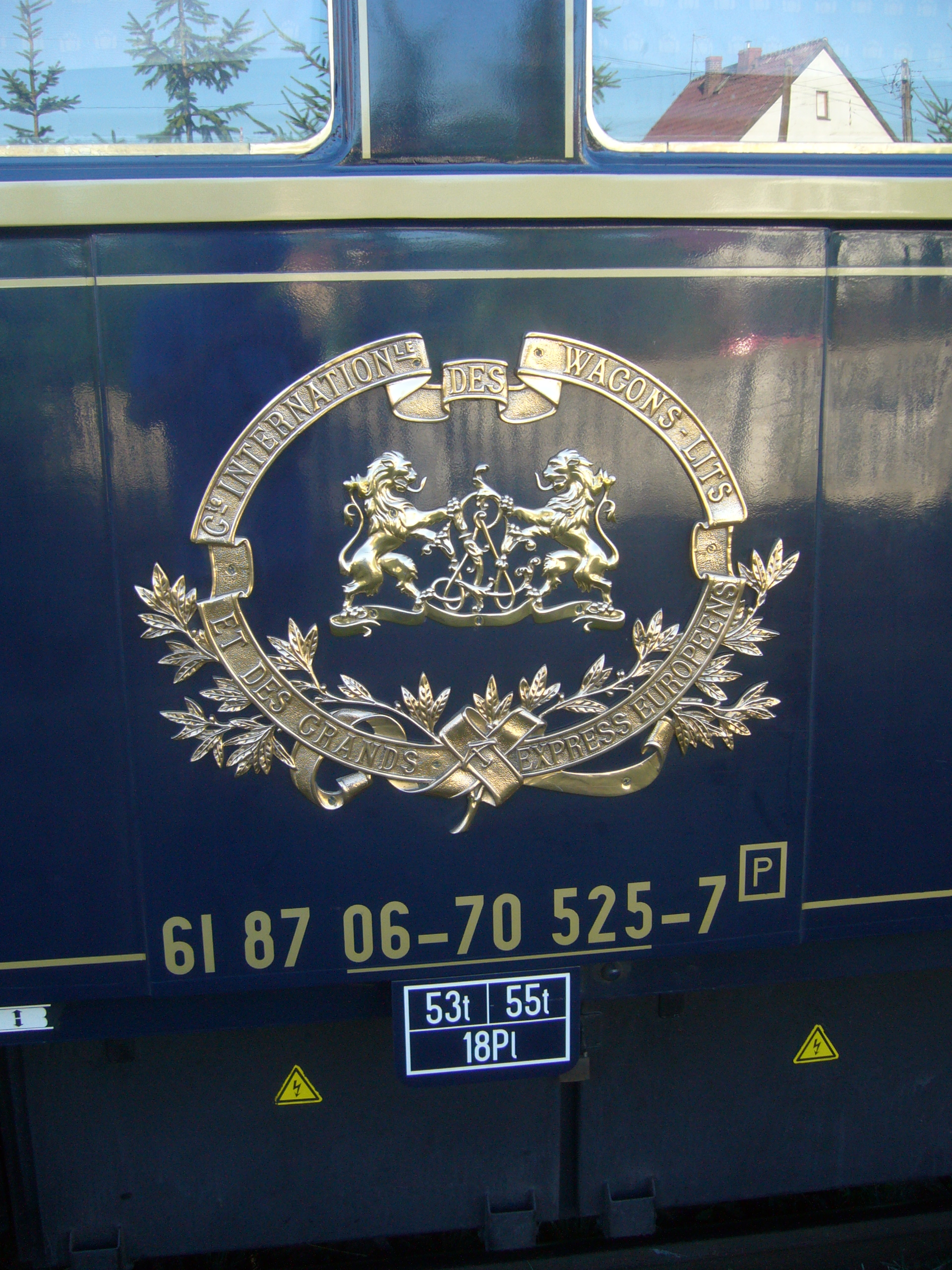
Godło spółki uruchamiającej pociąg

Pociągi Orient Express złożone z wagonów C.I.W.L regularnie kursowały na terenie Polski jako pociąg rozkładowy. Polska „nitka” składu prowadziła z Warszawy Głównej (a także z Krakowa) przez Koluszki, Częstochowę, Katowice do Zebrzydowic. Tu łączyły się polskie części składu i jechały dalej do Bohumina, czeskiej Pragi i dalej do Paryża. Niektóre wagony z Polski kursowały w tym pociągu w niespotykanych dziś relacjach, np. Warszawa – Stambuł, Warszawa – Triest, Warszawa – Rzym. W sieciowym rozkładzie jazdy pociągów w 1950 i 1951 roku widnieje pod nazwą „Orient Express”. Pociąg ten przestał kursować przez Polskę około 1954 roku.

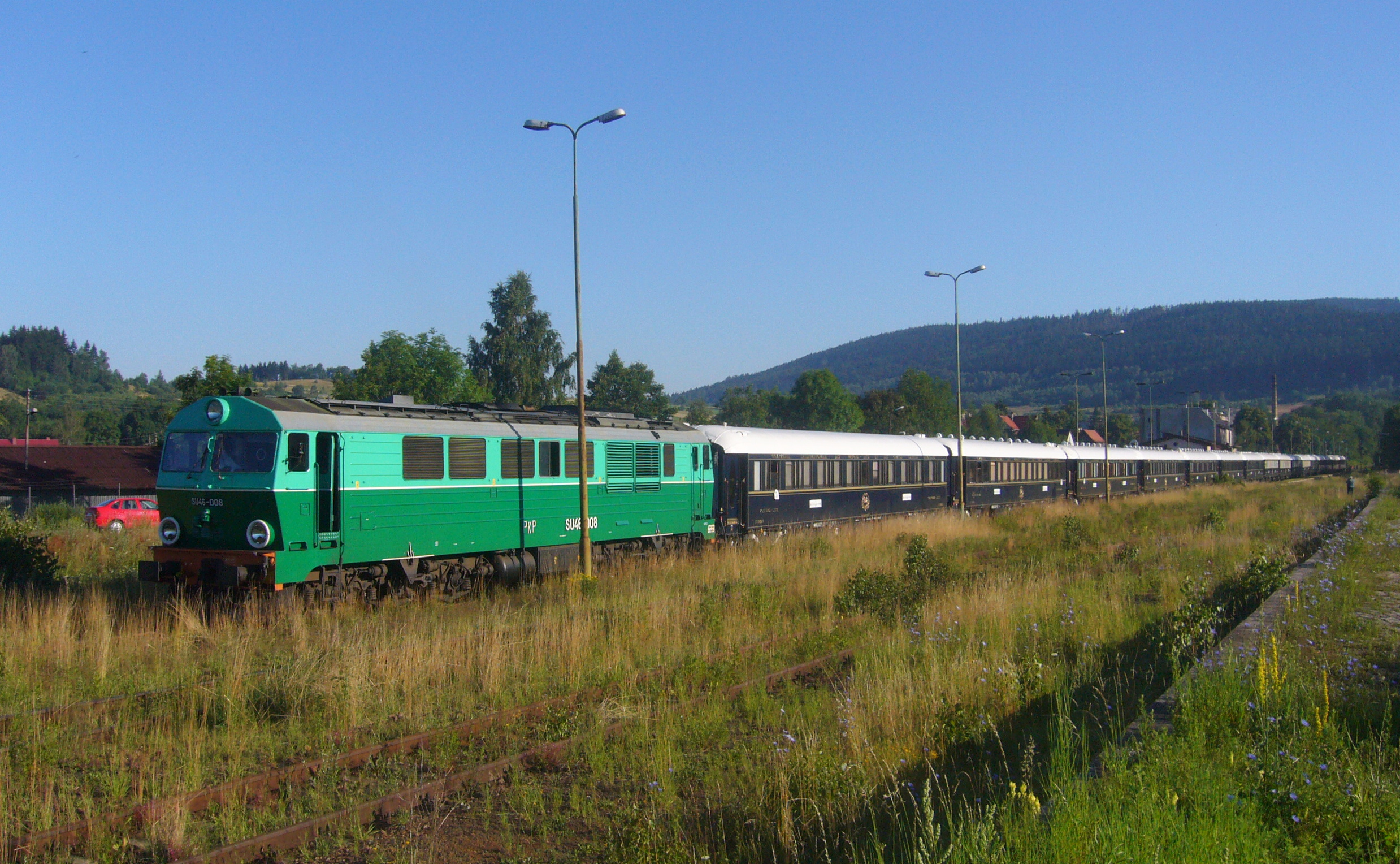
Venice Simplon–Orient–Express w Polsce, Mieroszów (16.07.2007).

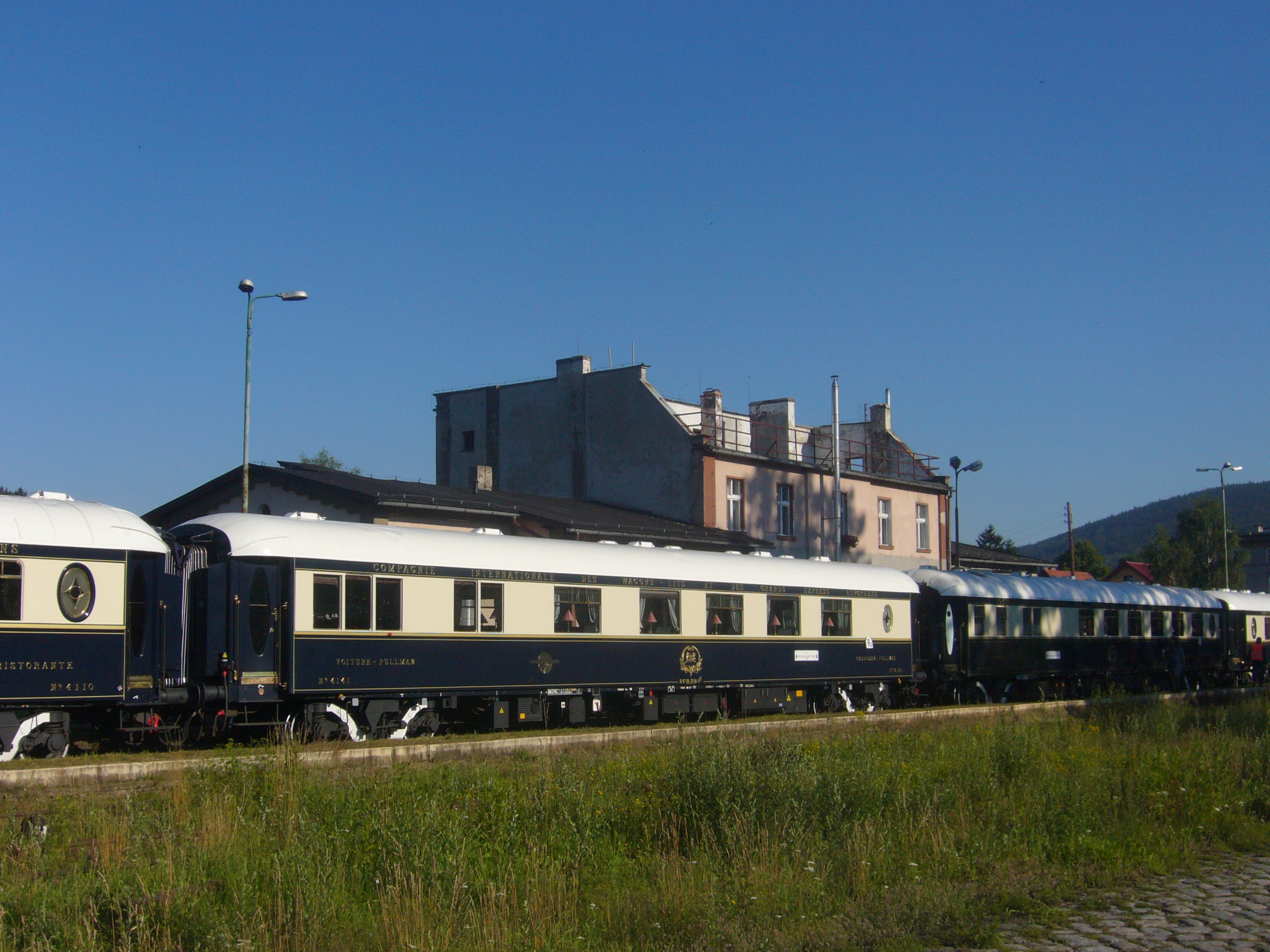
Venice Simplon–Orient–Express w Polsce, Mieroszów (16.07.2007).

Drugim pociągiem był Nord Express z Paryża przez Berlin do Warszawy (również kursował do połowy lat pięćdziesiątych złożony z wagonów C.I.W.L.)
Trzecim pociągiem, również złożonym z luksusowych wagonów sypialnych C.I.W.L prowadzonym przez Polskę był Balt Orient Express (w Polsce około 1949–1954) na trasie Oslo/Sztokholm – Trelleborg – Odra Port (ówczesne Świnoujście Port) – Poznań – Wrocław – Praga – Budapeszt – Stambuł. Skład prowadził wiele wagonów w różnych relacjach i na trasie dochodziło do kilkunastu przełączeń wagonów – między innymi w Poznaniu, gdzie skład Nord Expressu spotykał się ze składem Balt Orient Expressu. Do składu dołączane były również wagony z Warszawy i Gdyni.
W latach późniejszych pojedyncze wagony C.I.W.L kursowały jeszcze m.in. w relacjach Sztokholm – Warszawa i Wiedeń – Warszawa.
Jako pociąg turystyczny, nie rozkładowy, legendarne wagony kursujące niegdyś w Orient Expressie po raz pierwszy zagościły w Polsce w 1988 roku pod nazwą „Nostalgie Paryż – Stambuł Orient Express”. Przejazd zorganizowała firma Reiseburo Intraflug. Pociąg jechał na specjalnej trasie Paryż-Lyon-Kolonia-Berlin-Warszawa-Moskwa-Harbin-Pekin-Hongkong od 7 do 26 września. Trasa liczyła ponad 15 tysięcy kilometrów, trwała 19 dni i została wpisana do księgi rekordów Guinnessa. Wagony wróciły do Europy drogą morską. W Polsce na odcinku Kutno – Warszawa – Terespol pociąg prowadzony był polskimi parowozami w podwójnej trakcji Pt47-112 + Ty51-92 (Kutno – Warszawa – Siedlce) oraz Pt47-13 + Ty51-208 (Siedlce – Terespol).
Skład 9 września 1988 zatrzymał się w Łowiczu i Sochaczewie, skąd pasażerowie pojechali do Żelazowej Woli i na koncert chopinowski, i pojechał próżny do Warszawy Głównej. Pociąg po manewrach przejechał z parowozami od stacji W-wa Zachodnia do stacji W-wa Wschodnia przez stację Warszawa Centralna i tunel średnicowy (bez zatrzymania) co praktycznie nie było nigdy praktykowane ze względu na zadymienie. Wjazd pociągu na stację Warszawa Główna został zarejestrowany przez polską telewizję. Ekipa została również wpuszczona z kamerą do wnętrza pociągu.
Pociąg był zestawiony z następujących wagonów (przeznaczenie, zarząd kolejowy/właściciel, typ i numer wagonu, relacja): restauracyjny KŻD (Manzhouli – …), sypialny inspekcyjny SŻD (Brest – Zabaikalsk), sypialny specjalny SŻD (Brześć – Hongkong), bagażowy SNCF (Paryż – Brześć), sypialny typ YT Intraflug nr 3909 (Paryż – Hongkong), wagon siłownia z generatorem Intraflug nr 1286 (Paryż – Hongkong), restauracyjny Intraflug nr 3354 (Paryż – Hongkong), pullman Intraflug nr 4158 (Paryż – Hongkong), pullman Intraflug nr 4149 (Paryż – Hongkong), barowo-salonowy Intraflug nr 4164 (Paryż – Hongkong), sypialny Intraflug typ LX nr 3551 (Paryż – Hongkong), sypialny Intraflug typ LX nr 3542 (Paryż – Hongkong), sypialny Intraflug typ LX nr 3487 (Paryż – Hongkong), obsługi CIWLT nr 4013 (Paryż – Hongkong), sypialny Intraflug typ LX nr 3472 (Paryż – Hongkong), sypialny Intraflug typ LX nr 3475 (Paryż – Hongkong), sypialny Intraflug typ LX nr 3480 (Paryż – Hongkong), sypialny typ LX nr 3537 (Paryż – Hongkong), sypialny Intraflug typ YT nr 3851 (Paryż – Hongkong), bagażowy SŻD (Brześć – Hongkong).
Po latach przerwy pociąg pojawił się w Polsce dopiero w 2007 r. Przejazd zorganizowała inna spółka – Venice Simplon Orient Express Ltd., która organizuje również regularne przejazdy na trasie Londyn-Paryż-Wenecja i innych.
Bilety na podróż Słowiańskie marzenia z Wenecji przez Wiedeń, Kraków, Tarnów, Warszawę, Malbork, Bydgoszcz, Poznań, Leszno, Wrocław do Pragi kosztowały 6 tys. €. Skład liczył 16 biało-granatowych i granatowych wagonów z pozłacanymi napisami ze 102 pasażerami i 44 pracownikami obsługi na pokładzie. Kolejny przejazd Venice Simplon-Orient-Expressu przez Polskę miał miejsce w lipcu 2007 roku, gdy pociąg zawitał tylko do Krakowa. Skład liczył 16 wagonów, jak poprzednio granatowo-białych ze złoconymi napisami i elementami zdobniczymi. 10 lipca 2009 r. pociąg odwiedził m.in. Żywiec, Bielsko-Białą, Czechowice-Dziedzice, Oświęcim, kończąc bieg w Krakowie; 12 lipca tę samą trasę przejeżdżał na trasie z Krakowa do Wiednia.
W latach 2008–2018 na terenie kolejowego portu przeładunkowego w Małaszewiczach stało 13 luksusowych wagonów, a wśród nich restauracyjny i barowy, które w znacznym stopniu uległy zniszczeniu przez siły przyrody i ludzi. Były to w większości wagony składu, który w 1988 roku jechał przez Polskę do Hongkongu, a od około 1993 roku jeździł po terenie Rosji. Pociąg po zakończeniu jazd w Rosji utknął na szerokich torach w Małaszewiczach, ponieważ normalnotorowe wózki wagonów pozostawiono kiedyś na przechowanie stronie białoruskiej. Koleje białoruskie zażyczyły sobie olbrzymiej kwoty za przechowywanie tych wózków. Dodatkowo nie wiadomo było, jaki jest ich stan, gdyż przez około 10 lat, kiedy skład jeździł w Rosji, stały one na wolnym powietrzu. Istniała nawet trudność w ustaleniu właściciela tychże wagonów. Ostatecznie w roku 2018, po 10 latach postoju, wagony zostały załadowane na platformy samochodowe i przewiezione do Francji.

## Zakup marki przez AccorHotels i renowacja wagonów
W październiku 2017 r. połowę udziałów w marce zakupiło AccorHotels, zgodnie z której zamierzeniem OrientExpress ma zostać wykorzystany m.in. do promocji hoteli tej spółki. Aktualnie (2022) trwa renowacja wagonów sprowadzonych z Polski; Grupa Accor zamierza powrócić do uruchamiana luksusowych pociągów turystycznych – po terenie Włoch. Zakończenie prac planowane jest na rok 2025. Projekt renowacji wagonów przygotowała pracownia francuskiego architekta Maxime d’Angeac.

## Orient Express w kulturze

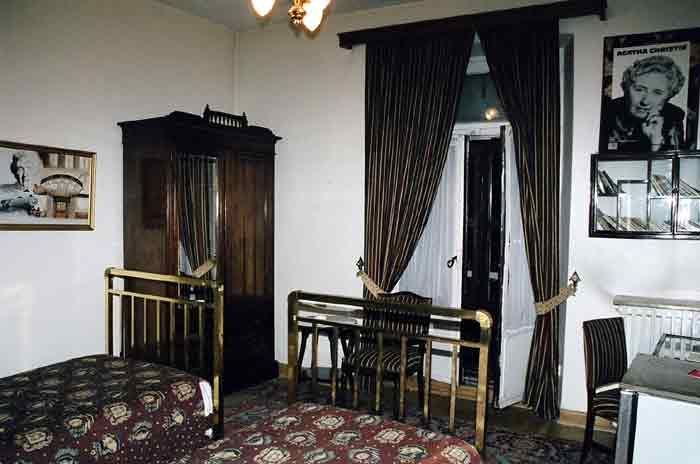
Pokój Agathy Christie w stambulskim Hotelu Pera Palas. Powszechnie uważa się, że właśnie tam autorka napisała Morderstwo w Orient Expressie

Orient Express stał się inspiracją dla filmów fabularnych i książek oraz seriali, m.in.:
- Kryminał Agathy Christie – Morderstwo w Orient Expressie,
- Powieść Pociąg do Stambułu (Stamboul Train) Grahama Greene’a,
- Powieść Noc w Orient Ekspressie (a Night on the Orient Express ) Veronica Henry,
- Filmy nakręcone na podstawie powieści Agathy Christie – Morderstwo w Orient Expressie,
- Film z 2004 pt. W osiemdziesiąt dni dookoła świata,
- Film z serii James Bond – Pozdrowienia z Rosji,
- Serial TV Arsène Lupin – 8 odcinek trzeciej serii zatytułowany Venezia-SuperExpress,
- Gra PC The Last Express autorstwa Smoking Car Productions,
- „Orient Express” – utwór muzyczny autorstwa Jeana-Michela Jarre’a,
- Serial Doktor Who – 8 odcinek 8 serii zatytułowany 'Mummy on Orient Express’,
- Kampania do gry fabularnej „Zew Cthulhu” pt. „Horror w Orient Expressie”,
- Jeden z poziomów w grze komputerowej „Reksio i Kapitan Nemo”.
- Książka Macieja Siembiedy pt. „Orient“.